# Secession (politik)
| Secession |
| --- |
| Joe Biden och Hashim Thaçi med Kosovos självständighetsförklaring. - Betydelse – utbrytning från stat (eller organisation) - Etymologi – latinets secessio ('undandragning') - Relaterade begrepp – annexion (motsatsen), separatism (viljan att bryta sig ut) |

Secession eller utbrytning är ett politiskt begrepp som betyder att bryta sig ur en stat. Den utförs av separatister som anser att en delning av en befintlig stat gynnar invånarnas intressen. Om urbrytningen försöker stoppas via stridigheter från den ursprungliga staten brukar detta kallas för utbrytarkrig eller utbrytningskrig men även inbördeskrig förekommer (jämför inbördeskriget i Nigeria).
Motsatsen till secession är en sammanslagning av stater, vilket kan ske i form av union eller genom att en stat övertar en annan stats territorium (antingen med vapenmakt eller efter avtal – se även annexion).

## Användning
Ordet secession används i svenska språket mer specifikt om Sydstaternas avhopp från USA 1860–61. I mer vidare betydelse är det en internationell term som på svenska ofta ersätts med vardagliga ord som "utbrytning" eller omskrivningar som "bryta sig loss" och "utbrytare".
Historien innehåller många exempel både på lyckade utbrytningar och misslyckade utbrytningsförsök. Många av dagens självständiga stater har fötts genom självständighetsförklaringar och secessioner av delar av en stats territorium. Samtidigt har otaliga utbrytningsförsök stoppats på ett tidigt stadium, genom att staten återtagit kontrollen över hela sitt territorium genom militär eller polisiär makt.
Utbrytningar kan även ske inom organisationer. Exempelvis bildas ofta nya politiska partier genom utbrytningar (secessioner) från existerande partier.

## Exempel

### Lyckade secessioner
- Slovenien (1991) – efter ett kort krig släppte Jugoslavien kontrollen, bland annat på grund av två mer svårhanterade konflikter.
- Komorerna (1975) – utropande av självständighet för hela ögruppen; Frankrike behöll dock Mayotte.
- Kosovo (2008) – dock med långvarig konflikt och endast delvis erkänt av omvärlden.

### Misslyckade utbrytningsförsök
- Republiken Katalonien (bl.a. 2017) – ett antal försök att bryta sig ut ur Spanien.
- Amerikas konfedererade stater (1860–61) – återförda till USA efter ett fyra år långt inbördeskrig.

## Etymologi
Secession finns som ord i liknande stavningar på många europeiska språk, inklusive tyskans Sezession, franska sécession och italienska secessione. Alla har sitt ursprung i latinets secessio, vilket är ett verbalsubstantiv bildat på verbet secedere med betydelsen 'gå avsides', 'dra sig undan'. Förledet, med betydelsen 'skilja', finns även i separera (där efterledet -parera betyder 'bereda').